# Phanerozoic II: Mesozoic / Cenozoic
Phanerozoic II: Mesozoic / Cenozoic è il nono album in studio del gruppo musicale tedesco The Ocean Collective, pubblicato il 25 settembre 2020 dalla Metal Blade Records.

## Descrizione
L'album rappresenta il seguito di Phanerozoic I: Palaeozoic e narra gli eventi svoltosi nella seconda parte dell'eone fanerozoico, in particolar modo dell'era mesozoica e cenozoica. A differenza della prima parte, Phanerozoic II: Mesozoic / Cenozoic presenta sonorità più sperimentali e vicine al progressive metal, come sottolineato dal chitarrista Robin Staps:
Per la prima volta nella storia del gruppo Staps non risulta più l'autore principale del disco: le musiche dei brani Oligocene, Miocene / Pliocene e Holocene sono infatti interamente composte dal batterista Paul Seidel, il quale ricopre anche il ruolo di voce principale nel terzo.

## Promozione
In contemporanea con l'annuncio dell'album, il 1º luglio 2020 i The Ocean Collective hanno presentato il primo singolo Jurassic / Cretaceous, realizzato con la partecipazione vocale di Jonas Renkse dei Katatonia (apparso in precedenza nella prima parte del progetto con il brano Devonian: Nascent). Il 19 agosto è stata la volta del secondo estratto Oligocene, accompagnato dal relativo video musicale girato sul monte Aragats in Armenia, mentre il 10 settembre è stato pubblicato come ultimo singolo Pleistocene. Il 24 settembre, un giorno prima dell'uscita, la Metal Blade Records ha reso disponibile l'intero album per lo streaming attraverso il proprio canale YouTube.
Il 16 aprile 2021 il gruppo ha reso disponibile per lo streaming l'intera esibizione live dell'album come parte dell'evento online Roadburn Redux, inclusa successivamente nel loro album dal vivo Phanerozoic Live. Nello stesso anno avrebbero inoltre dovuto intraprendere la tournée europea Phanerozoic Tour - Chapter IV, Europe 2021, programmata inizialmente per gennaio e febbraio per poi essere stata rinviata a giugno e luglio e nuovamente a maggio e giugno 2022 a causa della pandemia di COVID-19; Tra marzo e aprile 2022 hanno promosso il disco attraverso una tournée nordamericana in qualità di artisti di supporto ai Leprous, nella metà del quale il cantante Loïc Rossetti ha rotto entrambe le gambe, portandolo ad abbandonare temporaneamente la formazione per sottoporsi a un intervento chirurgico.
Tra agosto e settembre si è svolto il tour Into the Heat - Out of the Shade, seconda tappa europea di 36 date in cui sono stati affiancati dagli LLNN e dai Playgrounded. Tra novembre e dicembre hanno fatto ritorno in America, esibendosi una seconda volta tra Canada e Stati Uniti d'America in apertura ai Katatonia e in America meridionale come headliner.

## Tracce
- Mesozoic

1. Triassic – 8:31 (Robin Staps)
2. Jurassic / Cretaceous – 13:24 (testo: Robin Staps, Jonas Renkse – musica: Robin Staps)

- Cenozoic

1. Palaeocene – 4:00 (testo: Tomas Liljedahl – musica: Robin Staps)
2. Eocene – 3:57 (Robin Staps)
3. Oligocene – 4:00 (musica: Paul Seidel)
4. Miocene / Pliocene – 4:40 (testo: Robin Staps – musica: Paul Seidel)
5. Pleistocene – 6:40 (Robin Staps)
6. Holocene – 5:47 (testo: Robin Staps – musica: Paul Seidel)

CD/2 LP bonus nell'edizione deluxe
- Mesozoic

1. Triassic (Instrumental) – 8:31
2. Jurassic / Cretaceous (Instrumental) – 13:24

- Cenozoic

1. Palaeocene (Instrumental) – 4:00
2. Eocene (Instrumental) – 3:57
3. Oligocene (Instrumental) – 4:00
4. Miocene / Pliocene (Instrumental) – 4:40
5. Pleistocene (Instrumental) – 6:40
6. Holocene (Instrumental) – 5:47

## Formazione
Hanno partecipato alle registrazioni, secondo le note di copertina:
Gruppo
- Loïc Rossetti – voce (eccetto tracce 5 e 8)
- Paul Seidel – batteria (eccetto traccia 5), arrangiamento (tracce 5, 6 e 8), voce (traccia 8)
- Mattias Hägerstrand – basso
- Peter Voigtmann – sintetizzatore, campionatore, batteria (traccia 5)
- Robin Staps – chitarra, arrangiamento (tracce 1-4, 7)
- David Ramis Ahfeldt – chitarra

Altri musicisti
- Hayk Karoyi Karapetyan – duduk e pahu (traccia 1)
- Fritz Mooshammer – tromba e corno (traccia 2)
- Andrej Ugoljew – trombone (traccia 2)
- Vincent Membrez – pianoforte (tracce 2 e 7)
- Jonas Renkse – voce (traccia 2)
- Tomas Liljedahl – voce (traccia 3)
- Dalai Theofilopoulou – violoncello (tracce 7 e 8)

Produzione
- Robin Staps – produzione, registrazione chitarre, basso e violoncello, ingegneria del suono aggiuntiva
- Julien Fehlmann – registrazione batteria
- David Åhfeldt – registrazione chitarre, basso e violoncello
- Robin Staps – registrazione chitarre, basso e violoncello, ingegneria del suono aggiuntiva
- Dalai Theofilopoulou – registrazione chitarre, basso e violoncello
- Peter Voigtmann – registrazione sintetizzatore e batteria (traccia 5)
- Chris Edrich – ingegneria del suono aggiuntiva
- Jens Bogren – missaggio
- Tony Lundgren – mastering

## Classifiche
| Classifica (2020) | Posizione massima |
| ----------------- | ----------------- |
| Belgio (Fiandre)  | 154               |
| Germania          | 9                 |
| Svizzera          | 50                |